# Onthophagus muticus
Onthophagus muticus är en skalbaggsart som beskrevs av Macleay 1864. Onthophagus muticus ingår i släktet Onthophagus och familjen bladhorningar. Inga underarter finns listade i Catalogue of Life.